# Kazatxi (Krilóvskaia)
|  | Per a altres significats, vegeu «Kazatxi». |

Kazatxi - Казачий (rus) - és un khútor del krai de Krasnodar, a Rússia. Es troba a 3 km a l'oest de la confluència del riu Ieia i el seu afluent Plóskaia. És a 11 km a l'est de Krilóvskaia i a 165 km al nord-est de Krasnodar.
Pertany a l'stanitsa de Krilóvskaia.